# Streptomyces hygroscopicus
Streptomyces hygroscopicus – gatunek bakterii z rodzaju Streptomyces po raz pierwszy opisany przez Hansa Lauritsa Jensena w 1931.

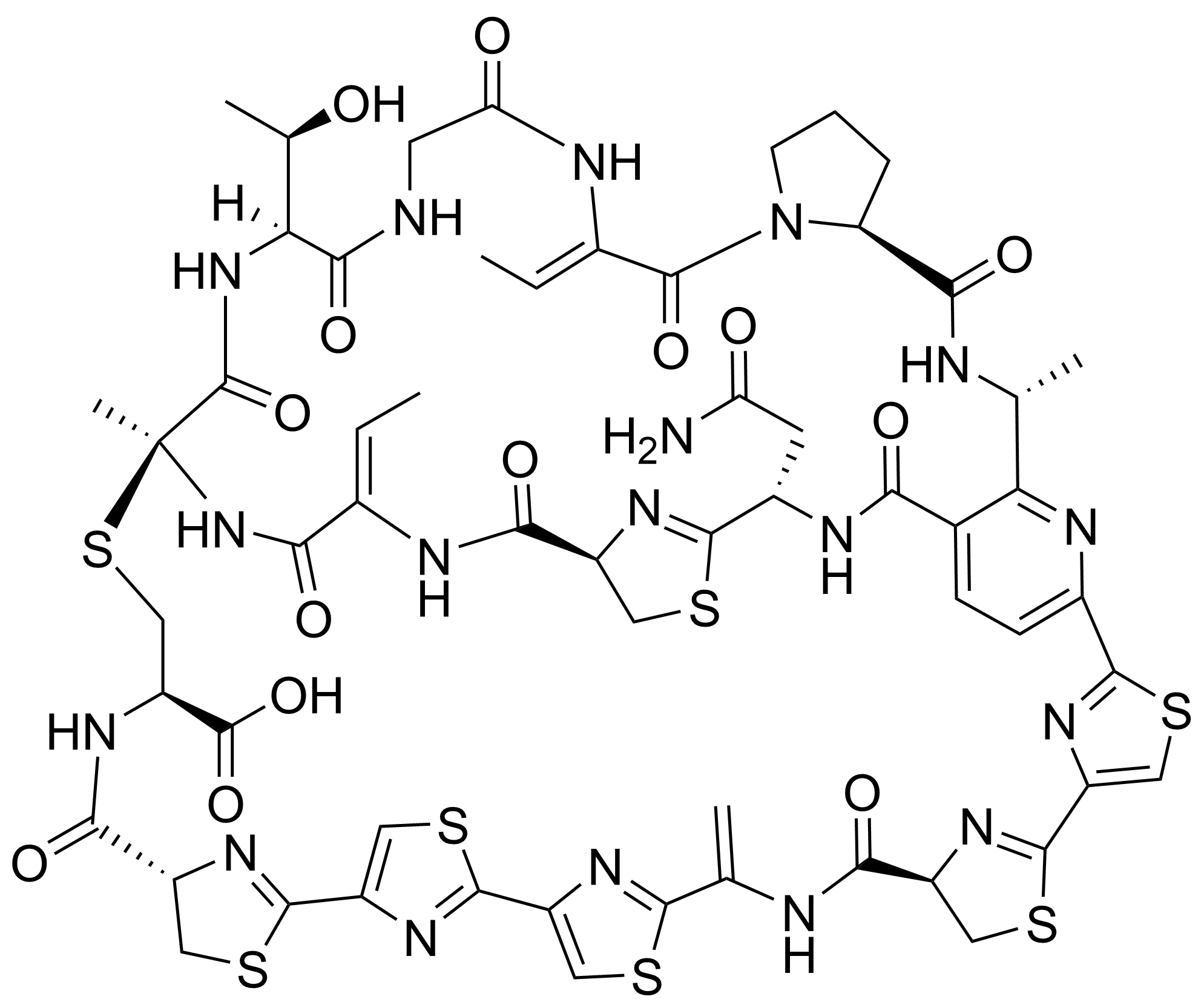
cyklotiazomycyna A

## Biochemia
Różne szczepy S. hygroscopicus mogą wytwarzać różne związki chemiczne i enzymy.

### Małe cząsteczki

higromycyna B

walidamycyna

#### Immunosupresanty
Rapamycyna jest immunosupresantem wyizolowanym z S. hygroscopicus obecnej w próbkach gleby z wyspy Rapanui. Askomycyna może być używana w terapii chorób autoimmunologicznych i skórnych oraz po przeszczepach.

#### Antybiotyki
S. hygroscopicus produkuje antybiotyki takie jak geldanamycyna, higromycyna B, nigerycyna, walidamycyna i cyklotiazomycyna.

#### Eksperymentalneleki przeciwnowotworowe
Indolokarbazole używane w terapiach eksperymentalnych są również produkowane przez S. hygroscopicus. Bakteria ta wytwarza również himastatynę i pterocydynę o działaniu przeciwnowotworowym.

#### Leki przeciwrobaczeiinsektycydy
Bakteria może syntetyzować milbemycynę i oksym milbemycyny o działaniu odpowiednio przeciwpasożytniczym i roztoczobójczym.

#### Herbicydy
Streptomyces hygroscopicus wytwarza naturalny herbicyd o nazwie bialafos.

### Enzymy
W kulturach S. hygroscopicus znaleziono m.in. syntazę fosforanu trehalozy, fosforylmutazę karboksywinylo-karboksyfosfonianu oraz kinazę higromycyny B.